# 香川善治郎
香川 善治郎（かがわ ぜんじろう、1848年6月14日（嘉永元年5月14日）- 1921年（大正10年）3月7日）は、日本の剣道家。流派は一刀正伝無刀流。称号は大日本武徳会剣道範士。一刀正伝無刀流山岡鉄舟の高弟。

## 経歴

### 生い立ち
讃岐国豊田郡古川村（現香川県観音寺市）の中農の二男として生まれる。幼少時に母が他界し、父も病弱であったため祖父母に養育される。祖父磯五郎は武術を好み、自宅に道場を備えていた。

### 青年期
15歳で丸亀藩剣術師範の直清流矢野市之進に入門。3年後の1865年（慶応元年）江戸に出て、田宮流島村勇雄の道場に1年間留学。1866年（慶応2年）に帰郷し矢野から直清流目録を授けられる。その年祖父磯五郎が死去。

### 明治維新後
1870年（明治3年）、赤心報国党に参加し挙兵を企て捕縛される。高松監獄に1年余入牢。放免後は自宅に謹慎して農業に従事する。1875年（明治8年）、善通寺市の医師山地浅三郎の娘タカと結婚。
1880年（明治13年）8月、故郷を突然出奔して剣術修行を再開する。岡山の阿部右源次道場を訪ね阿部守衛、奥村左近太らと試合を行い、大阪の秋山多吉郎道場、滋賀の籠手田安定、高山峰三郎、名古屋の知人の元を渡り歩く。その後東京の榊原鍵吉道場で2か月間修行。学習院撃剣部で指南する。

#### 無刀流修行
1880年（明治13年）、無刀流開祖山岡鉄舟と試合をする。鉄舟は3尺2寸の竹刀、善治郎は4尺2寸の竹刀を使ったが、善治郎は身動きさえできないまま敗れた。
1881年（明治14年）1月、鉄舟に入門。同年4月1日、7日間1400回立ち切り試合に挑む。4日目、善治郎の死ぬ覚悟を見届けた鉄舟は、立ち切り試合が目指す境地に到達したものと認め、成就を宣した。無刀流に「誓願」という修行法が設けられたのはこの後である。

#### 晩年
1895年（明治28年）、大日本武徳会第1回武徳祭大演武会で松崎浪四郎と対戦。同会から精錬証を授与される。
鉄舟没後、無刀流普及のため各地を転々とした。最後は住友本店の住友倶楽部剣道師範。弟子に石川龍三、草鹿龍之介等。
妻タカのもとに帰ったのは死去の2年前であった。1921年（大正10年）3月7日死去。翌月21日にタカも亡くなった。

## 伝記
- 森川竜一『香川善治郎伝』香川善治郎伝刊行会、1983年。